# Друга битва за Ель-Кусейр
Друга битва за Ель-Кусейр — операція, проведена сирійськими урядовими силами і ліванською шиїтською міліцією Хезболла в районах, контрольованих сирійськими повстанцями у районі міста Ель-Кусейр, що почалася 10 квітня 2013 року під час Громадянської війни. 19 травня 2013 розпочалася битва за Ель-Кусейр, яка завершилася 5 червня 2013 перемогою урядових військ над повстанцями у місті.

## Передмова
Починаючи з листопада 2011 року, Ель-Кусейр було обложено сирійською армією.
Місто має вельми величезне значення через прикордонне розташування з Ліваном і як маршрут контрабанди зброї. З ліванського боку знаходиться село аль-Каср. Крім того, місто розташоване на автостраді Дамаск — Хомс. З точки зору уряду, після падіння Ель-Кусейру, бойовикам у Хомсі буде перекрито постачання зброї. Також з Ель-Кусейру є автострада на Тартус, місто яке має вельми велике значення для алавітів

## Бойові дії

### Бої у передмісті Ель-Кусейр
10 квітня 2013 сирійські військово-повітряні сили почали бомбити контрольований заколотниками пагорб біля села Тель аль-Набі Мандо, що перебував під контролем сунітських радикалів. У битві за пагорб загинуло 40 бійців Хезболла і сирійських військ. Стратегічна важливість пагорбу біля Тель аль-Набі Мандо — він є панівною точкою на цьому терені.
14 квітня 2013 сунітські ісламісти за для попередження участі Хезболла у військових операціях в Сирії, здійснили ракетний обстріл ліванських сіл Ель-Гірміл і Ель-Каср, убивши двох ліванців, в тому числі дитину і пораневші шестеро людей. 17 квітня 2013 урядові війська бомбили села Ель-Шаркія Бувайда, що призвело до вбивства 12 заколотників. У той же час 700 бійців Хізбалли розпочали штурм сіл Ель-Назарі та Абіл, які були захоплені через день, під час зачистки селищ було знищено 21 сунітського ісламіста. Проте повстанці перерізали дорогу між Ель-Кусейр і обложеним Хомсом.
18 квітня вояки Вільної Сирійської Армії взяли під свій контроль авіабазу аль-Даба поблизу міста аль-Кусейр. На базі не було жодного літака і на той час використовувалася в основному армією.
20 квітня 2013 урядові війська і Хезболла захопили село Радванія (Radwanijja), стискуючи кільце навколо Ель-Кусейр. Бої точилися за селища Тель аль-Набі Мандо, Сакраджа і Абу-Хурі. Наступного дня селище Бурханія (Burhanijja) перейшло в руки Хезболли, в той час як армія взяла під контроль дорогу, що веде до сирійсько-ліванського кордону вздовж річки Оронт на захід від Ель-Кусейр. У той же час сунітські ісламісти провели нову серію ракетних обстрілів Ель-Гірміл і Ель-Каср, в помсту за участь Хезболли у наступі. За десять днів наступу, урядові сили контролювали вісім сіл.
22 квітня 2013 в битві при Ель-Кусейр 18 бійців Хезболла були вбиті. Сунітським радикалам вдалося відбити село Абу Хурі, в селі Ель-Му знищити дві ліванські самохідні зенітні установки ЗСУ-23-4. 23 квітня 2013 втретє сунітські радикали відкрили вогонь по ліванському селу Ель-Гірміл.
24 квітня бойові дії точилися за село Айн аль-Таннур, в декількох милях на північний захід від аль-Кусейр.
26 квітня, згідно з інформацією SOHR, важкі бої точилися за дорогу від Хомса до узбережжя. Крім того, зіткнення продовжуються за селище Камам, між Хомсом і Ель-Кусейр, яке сунітські радикали спробували захопити його.
29 квітня, сунітські радикали випустили шість ракет по селищу аль-Каа в долині Бекаа, поранивши одну людину..
2 травня відбулися бойові дії за Джусія (Dżusija) між сунітськими радикалами та Хезболла.
4 травня відбулися зіткнення у передмісті Ель-Кусейр. Було знищено кілька сунітських радикалів в тому числі польовий командир. У ході зіткнень, кілька секторів міста Ель-Кусейр бомбардувала авіація. 5 травня 2013 армія захопила Таль Ганаш (Tal Hanash) — останнє село у передмісті Ель-Кусейр, що лишалося під контролем сунітських радикалів. У ході боїв на околицях міста, тривали повітряні нальоти.
6 травня сунітські радикали випустили сім ракет по ліванським містам Ель-Гірміл і Аккар.
8 травня, тривали важкі бої у передмісті аль-Кусейр між урядовими силами і сунітськими радикалами. Були непідтверджені повідомлення, що Хезболла втратила вбитими 30 вояків.
9 травня сирійська армія взяла під свій контроль Шумарі (Shumariyeh), біля аль-Кусейру, і продовжували наступати в напрямку села Гассані (Ghassaniyeh). Тим часом, сунітські радикали випустили три снаряди по Гермелю, Ліван, а два інших по аль-Каа.
10 травня, за даними військових джерел, армія розкидала листівки над містом запропонувавши евакуюватись городянам перед початком штурму міста.
11 травня повстанці відбили селище Абель. Проте, військовим вдалося захопити його ще раз на наступний день. Цього ж дня урядовим військам вдалося прорвати блокаду християнського селища Гассані, облога тривала протягом восьми місяців.
18 травня, повстанці влаштували засідку бійцям Хезболли вздовж берегів річки Ассі на сирійській стороні кордону з Ліваном, коли вони спробували увійти до Сирії. 10 вояків Хезболла було вбито. Проте наступного ранку свіжі сили Хезболла були підтягнути до Ель-Кусейр. У ніч з 18 травня на 19, важкі бої вирували між армією і сунітськими радикалами за авіабазу аль-Даба. Армія також бомбардувала захоплене повстанцями село Бода аль-Шаркія (Boueida al-Sharqiya).